# Schmitz Cargobull
Schmitz Cargobull AG es un fabricante alemán de semirremolques, remolques y carrocerías de camiones. La sede central de la empresa se encuentra en Horstmar, Alemania, y su oficina registrada está en la ciudad vecina de Altenberge en el estado de Renania del Norte-Westfalia. La compañía familiar tenía 6.500 empleados en el año fiscal 2018/2019 y generó un volumen de negocios de 2.290 millones de euros, siendo así el líder del mercado en Europa. Las familias de Dr. Heinz Schmitz, Peter Schmitz y Bernd Hoffmann poseen partes iguales en la empresa.

## Historia de la empresa

### Fundación y expansión
La empresa tiene sus orígenes en el año 1892. El fundador de la empresa, Heinrich Schmitz, comenzó a construir vagones en la herrería familiar ubicada en Altenberge, cerca de Münster. El nuevo negocio de la herrería comenzó a despegar a finales de la década de 1920 como resultado del aumento de la motorización. Durante este tiempo, la empresa se transformó de un negocio artesanal a un fabricante de vehículos industriales. El primer remolque de vehículo motorizado equipado con neumáticos de goma sólida se entregó en 1928. A partir de 1935, se fabricaron semirremolques y vehículos de caja con exterior de acero sobre un marco de madera. En 1950, Schmitz Cargobull produjo su primer cuerpo aislado y refrigerado.

### Expansión, crisis y reorientación
La empresa continuó expandiéndose durante la década de 1960 y especialmente después de la primera crisis del petróleo a principios de la década de 1970 cuando los pedidos a gran escala del Oriente Próximo aumentaron la velocidad del crecimiento de la empresa. El comienzo de la Guerra Irán-Irak puso fin a los pedidos de los países árabes en la década de 1980 y Schmitz Cargobull atravesó una crisis.
Las reformas políticas en Europa Oriental y la Reunificación alemana proporcionaron a la empresa un nuevo impulso hasta que la empresa experimentó otra disminución en los pedidos a mediados de la década de 1990. Esto resultó en una transformación rigurosa de la producción: la gama de productos se restringió a 4 tipos básicos, se redujo considerablemente el número de piezas necesarias, se acortaron los tiempos de producción y entrega y se redujo la proporción de costos laborales.
En marzo de 1999, el lanzamiento de las acciones de la empresa en bolsa se retiró debido a la baja demanda de las acciones. Desde entonces, no se han hecho más planes para otro lanzamiento en bolsa. En el año fiscal 2004/2005, Schmitz Cargobull declaró un volumen de negocios de más de 1.000 millones de euros (1.210 millones de euros, 36.000 vehículos producidos) por primera vez. El volumen de negocios se duplicó en cinco años y se contrataron 1.500 nuevos empleados.

### Desarrollo comercial actual
En el año fiscal 2007/2008, la empresa alcanzó un volumen de negocios de más de 2.000 millones de euros (2.140 millones de euros, 66.500 vehículos producidos) por primera vez. El nivel de pedidos entrantes disminuyó drásticamente como resultado de la crisis financiera. El volumen de negocios para el año fiscal 2009/2010 disminuyó en un 70% a 660 millones de euros (12.800 vehículos producidos). Sin embargo, en el año fiscal 2010/2011, el volumen de negocios superó una vez más el umbral de los mil millones y actualmente es de 1.500 millones de euros.
En noviembre de 2012 se firmó un contrato de empresa conjunta con la compañía china Dongfeng Motor Company, Ltd. La colaboración tiene como objetivo producir semirremolques para el mercado chino. 
En abril de 2013, Schmitz Cargobull anunció sus planes de abrir una nueva planta de producción en Rusia al sur de San Petersburgo.

## Productos y servicios
La gama de productos de Schmitz Cargobull consiste en:
- Semirremolques Boxer para carga seca y refrigerada
- Semirremolques de plataforma y semirremolques con cortinas laterales para bienes empaquetados, acero, papel y bebidas
- Semirremolques volquetes para bienes a granel para los sectores de construcción y agrícola
- Chasis de semirremolques para contenedores
- Remolques y carrocerías

Schmitz Cargobull ofrece los siguientes servicios a través de sus subsidiarias:
- Schmitz Cargobull Finance: Leasing y compra a plazos
- Schmitz Cargobull Parts & Services: Repuestos y servicios
- Schmitz Cargobull Telematics: Telemática de remolques y servicios de datos
- Schmitz Cargobull Trailer Stores: Compra y venta de vehículos usados

## Schmitz Cargobull en Gran Bretaña
En 1991, Schmitz Cargobull se hizo cargo de una planta de producción de vehículos refrigerados (York Thermostar) en Harelaw, Condado de Durham. La planta de Harelaw fue modernizada y equipada con líneas de producción flexibles para la fabricación de vehículos de caja y con cortinas laterales. La producción cesó en julio de 2010 como resultado de la drástica disminución de las ventas en Inglaterra debido a la crisis financiera mundial. La planta en Harelaw fue cerrada en 2011. Después de finales de 2010 y durante 2011, en particular, la situación de los pedidos en Gran Bretaña se estabilizó y Schmitz Cargobull volvió a tener éxito en el mercado británico de remolques. La sede de Schmitz Cargobull (UK) Ltd. se encuentra en Warrington, Cheshire.

## Ubicaciones
La mayoría de la producción se realiza en Alemania y se comercializa internacionalmente. Los principales mercados de ventas consisten en Europa Occidental, Norte, Central y Oriental, así como en Asia-Pacífico, Cercano y Oriente Medio. La empresa mantiene sitios de producción en Alemania en Altenberge, Vreden, Gotha, Berlín y Toddin, y también en otros países europeos en Saragossa (España), Panevėžys (Lituania) y San Petersburgo (Rusia). Una instalación de producción adicional se abrió en Wuhan (China) en 2014. Schmitz Cargobull está representado en todos los países europeos con sus propias sucursales de ventas y socios de ventas y mantiene una red de aproximadamente 1,200 talleres autorizados en toda Europa.

## Marca
El nombre de la marca Schmitz Cargobull con el elefante azul como su marca comercial fue introducido a finales de la década de 1980. Hasta ese momento, la empresa operaba bajo el nombre Schmitz-Anhänger Fahrzeugbau GmbH y Co. KG.